# Eleonora d'Asburgo-Teschen
Eleonora d'Asburgo-Teschen (Pola, 28 novembre 1886 – Baden, 26 maggio 1974) fu una arciduchessa d'Austria del ramo Teschen della casa d'Asburgo-Lorena.

## Biografia
Era la figlia maggiore di Carlo Stefano d'Asburgo-Teschen, e di sua moglie, Maria Teresa d'Asburgo-Lorena. Entrambi i suoi genitori erano strettamente legati all'imperatore Francesco Giuseppe.
Suo padre, nipote dell'arciduca Carlo d'Austria che aveva guidato l'esercito austriaco contro Napoleone Bonaparte, era fratello della regina Maria Cristina di Spagna. La madre era una nipote di Leopoldo II, l'ultimo granduca di Toscana. Dalla parte di sua madre, era una nipote del re Ferdinando II delle Due Sicilie.
Nacque a Pola, dove il padre era di stanza come ufficiale di marina. Fu educata da insegnanti privati, con un'enfasi educativa sulle lingue. Imparò il tedesco, l'italiano, l'inglese, il francese e dal 1895 il polacco. Suo padre seguì una carriera nella marina austriaca ed Eleonora trascorse i suoi anni formativi principalmente in Istria. Suo padre era molto ricco e la famiglia aveva una villa estiva nell'isola di Lussino nell'Adriatico, un palazzo a Vienna e utilizzavano un lussuoso yacht per le crociere estive. Nel 1895 suo padre ereditò dall'arciduca Alberto vaste proprietà in Galizia. Dal 1907 la residenza principale della famiglia era nel castello di Żywiec, ma trascorrevano ancora gli inverni in Istria.

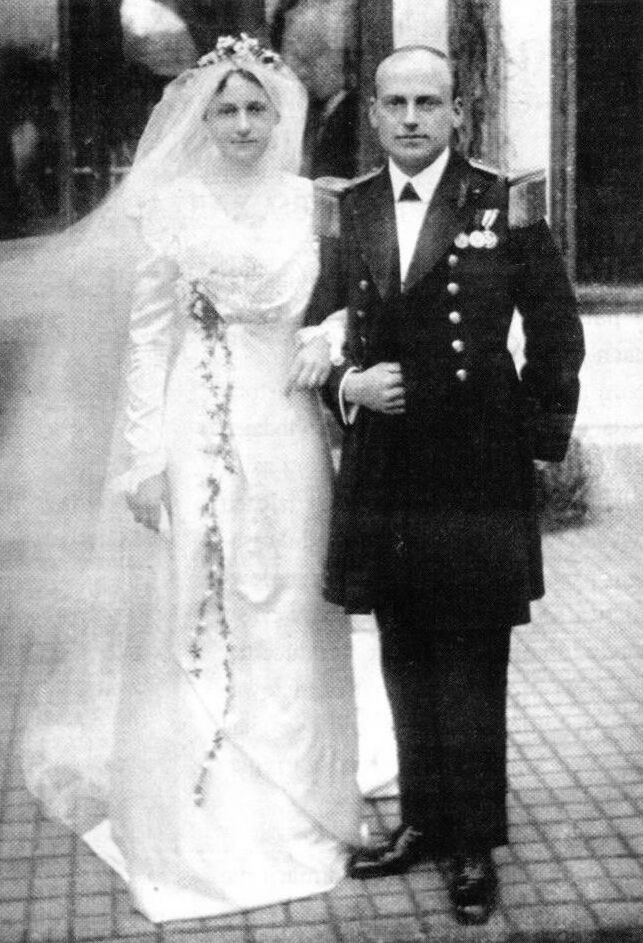
Eleonora e Alfonso

## Matrimonio
All'età di quindici anni, si innamorò di Alfonso von Kloss (1880-1953), un marinaio che lavorava come capitano sullo yacht di suo padre. Il loro rapporto crebbe nel corso delle crociere di famiglia nel Mediterraneo. L'arciduca Carlo Stefano avrebbe voluto farla sposare a un aristocratico polacco, ma fu toccato dal vero amore della coppia e dalla loro persistenza. Contattò l'imperatore, chiedendogli di autorizzare l'unione. L'imperatore Francesco Giuseppe era inflessibile su questioni familiari, ma siccome era un buon amico dell'arciduca Carlo Stefano d'Austria, diede il suo permesso.
Il matrimonio, una cerimonia modesta, ebbe luogo il 9 gennaio 1913 a Saybusch, due giorni prima del matrimonio della sorella Mechthild d'Asburgo-Teschen. Eleonora rinunciò ai suoi titoli diventando semplicemente la signora von Kloss. La coppia si stabilì in Istria.
Ebbero otto figli:
- Alberto (1913-1963), sposò Erika Kaiser, ebbero tre figli;
- Carlo (1915-1939);
- Ranieri (1916-1991), sposò Cornelia Schoute, ebbero due figli;
- Ernesto (1919), sposò Harting Ritxa, ebbero quattro figli;
- Alfonso (1920-2002), sposò Theresia von zu Coreth Coredo, ebbero tre figli;
- Federico (1922-1943);
- Maria Teresa (1925) sposò Walter Kaiser, ebbero cinque figli;
- Stefano (1933), sposò Ingrid Morocutti, ebbero sei figli.

Alfonso von Kloss lavorò come capitano di corvetta della marina imperiale, e servì con distinzione durante la prima guerra mondiale. Eleonora e suo marito rimasero in Austria, e vissero a Baden, nei pressi di Vienna, in una grande villa che Eleonora aveva ereditato da suo zio, l'arciduca Ranieri d'Austria. Uno dei suoi figli, Alfonso, è stato addetto militare presso l'Ambasciata austriaca a Washington. La maggior parte dei suoi numerosi discendenti vivono ancora in Austria.

## Ascendenza
|                                            |                              |                                             | Genitori                                |  |  | Nonni |  |  | Bisnonni                |  |  | Trisnonni                    |  |
|                                            |                              |                                             |                                         |  |  |       |  |  | Carlo d'Asburgo-Teschen |  |  | Leopoldo II d'Asburgo-Lorena |  |
|                                            |                              |                                             |                                         |  |  |       |  |  | Carlo d'Asburgo-Teschen |  |  | Leopoldo II d'Asburgo-Lorena |  |
|                                            |                              | Maria Luisa di Borbone-Spagna               |                                         |  |  |       |  |  | Carlo d'Asburgo-Teschen |  |  |                              |  |
| Carlo Ferdinando d'Asburgo-Teschen         |                              |                                             |                                         |  |  |       |  |  | Carlo d'Asburgo-Teschen |  |  |                              |  |
|                                            |                              | Enrichetta di Nassau-Weilburg               | Federico Guglielmo di Nassau-Weilburg   |  |  |       |  |  |                         |  |  |                              |  |
|                                            |                              | Enrichetta di Nassau-Weilburg               | Federico Guglielmo di Nassau-Weilburg   |  |  |       |  |  |                         |  |  |                              |  |
|                                            |                              | Enrichetta di Nassau-Weilburg               | Luisa Isabella di Kirchberg             |  |  |       |  |  |                         |  |  |                              |  |
| Carlo Stefano d'Asburgo-Teschen            |                              | Enrichetta di Nassau-Weilburg               |                                         |  |  |       |  |  |                         |  |  |                              |  |
|                                            |                              | Federico Guglielmo di Nassau-Weilburg       | Carlo Cristiano di Nassau-Weilburg      |  |  |       |  |  |                         |  |  |                              |  |
|                                            |                              | Federico Guglielmo di Nassau-Weilburg       | Carlo Cristiano di Nassau-Weilburg      |  |  |       |  |  |                         |  |  |                              |  |
|                                            |                              | Federico Guglielmo di Nassau-Weilburg       | Maria Luisa di Borbone-Spagna           |  |  |       |  |  |                         |  |  |                              |  |
| Enrichetta di Nassau-Weilburg              |                              | Federico Guglielmo di Nassau-Weilburg       |                                         |  |  |       |  |  |                         |  |  |                              |  |
|                                            |                              | Luisa Isabella di Kirchberg                 | Guglielmo Giorgio di Kirchberg          |  |  |       |  |  |                         |  |  |                              |  |
|                                            |                              | Luisa Isabella di Kirchberg                 | Guglielmo Giorgio di Kirchberg          |  |  |       |  |  |                         |  |  |                              |  |
|                                            |                              | Luisa Isabella di Kirchberg                 | Isabella Augusta di Reuss-Greiz         |  |  |       |  |  |                         |  |  |                              |  |
| Eleonora d'Asburgo-Teschen                 |                              | Luisa Isabella di Kirchberg                 |                                         |  |  |       |  |  |                         |  |  |                              |  |
|                                            | Leopoldo II d'Asburgo-Lorena | Francesco I di Lorena                       |                                         |  |  |       |  |  |                         |  |  |                              |  |
|                                            | Leopoldo II d'Asburgo-Lorena | Francesco I di Lorena                       |                                         |  |  |       |  |  |                         |  |  |                              |  |
|                                            | Leopoldo II d'Asburgo-Lorena | Maria Teresa d'Austria                      |                                         |  |  |       |  |  |                         |  |  |                              |  |
| Giuseppe Antonio Giovanni d'Asburgo-Lorena | Leopoldo II d'Asburgo-Lorena |                                             |                                         |  |  |       |  |  |                         |  |  |                              |  |
|                                            |                              | Maria Luisa di Borbone-Spagna               | Carlo III di Spagna                     |  |  |       |  |  |                         |  |  |                              |  |
|                                            |                              | Maria Luisa di Borbone-Spagna               | Carlo III di Spagna                     |  |  |       |  |  |                         |  |  |                              |  |
|                                            |                              | Maria Luisa di Borbone-Spagna               | Maria Amalia di Sassonia                |  |  |       |  |  |                         |  |  |                              |  |
| Elisabetta Francesca d'Asburgo-Lorena      |                              | Maria Luisa di Borbone-Spagna               |                                         |  |  |       |  |  |                         |  |  |                              |  |
|                                            |                              | Ludovico Federico Alessandro di Württemberg | Federico II Eugenio di Württemberg      |  |  |       |  |  |                         |  |  |                              |  |
|                                            |                              | Ludovico Federico Alessandro di Württemberg | Federico II Eugenio di Württemberg      |  |  |       |  |  |                         |  |  |                              |  |
|                                            |                              | Ludovico Federico Alessandro di Württemberg | Federica Dorotea di Brandeburgo-Schwedt |  |  |       |  |  |                         |  |  |                              |  |
| Maria Dorotea di Württemberg               |                              | Ludovico Federico Alessandro di Württemberg |                                         |  |  |       |  |  |                         |  |  |                              |  |
|                                            |                              | Enrichetta di Nassau-Weilburg               | Carlo Cristiano di Nassau-Weilburg      |  |  |       |  |  |                         |  |  |                              |  |
|                                            |                              | Enrichetta di Nassau-Weilburg               | Carlo Cristiano di Nassau-Weilburg      |  |  |       |  |  |                         |  |  |                              |  |
|                                            |                              | Enrichetta di Nassau-Weilburg               | Carolina d'Orange-Nassau                |  |  |       |  |  |                         |  |  |                              |  |
|                                            |                              | Enrichetta di Nassau-Weilburg               |                                         |  |  |       |  |  |                         |  |  |                              |  |